# Aeropuerto Internacional de Bahías de Huatulco
El Aeropuerto Internacional de Bahías de Huatulco (Código IATA: HUX - Código OACI: MMBT - Código DGAC: HU1), es un aeropuerto internacional localizado en el municipio de Santa María Huatulco en Oaxaca, México. Se encarga de los vuelos nacionales e internacionales para el desarrollo de Bahías de Huatulco, que es un importante destino turístico en la costa mexicana del Pacífico.

## Información

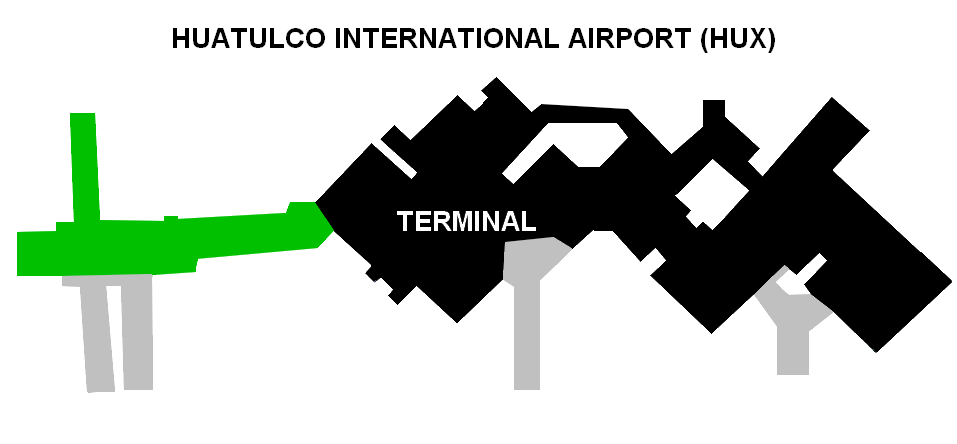
Mapa de la terminal.

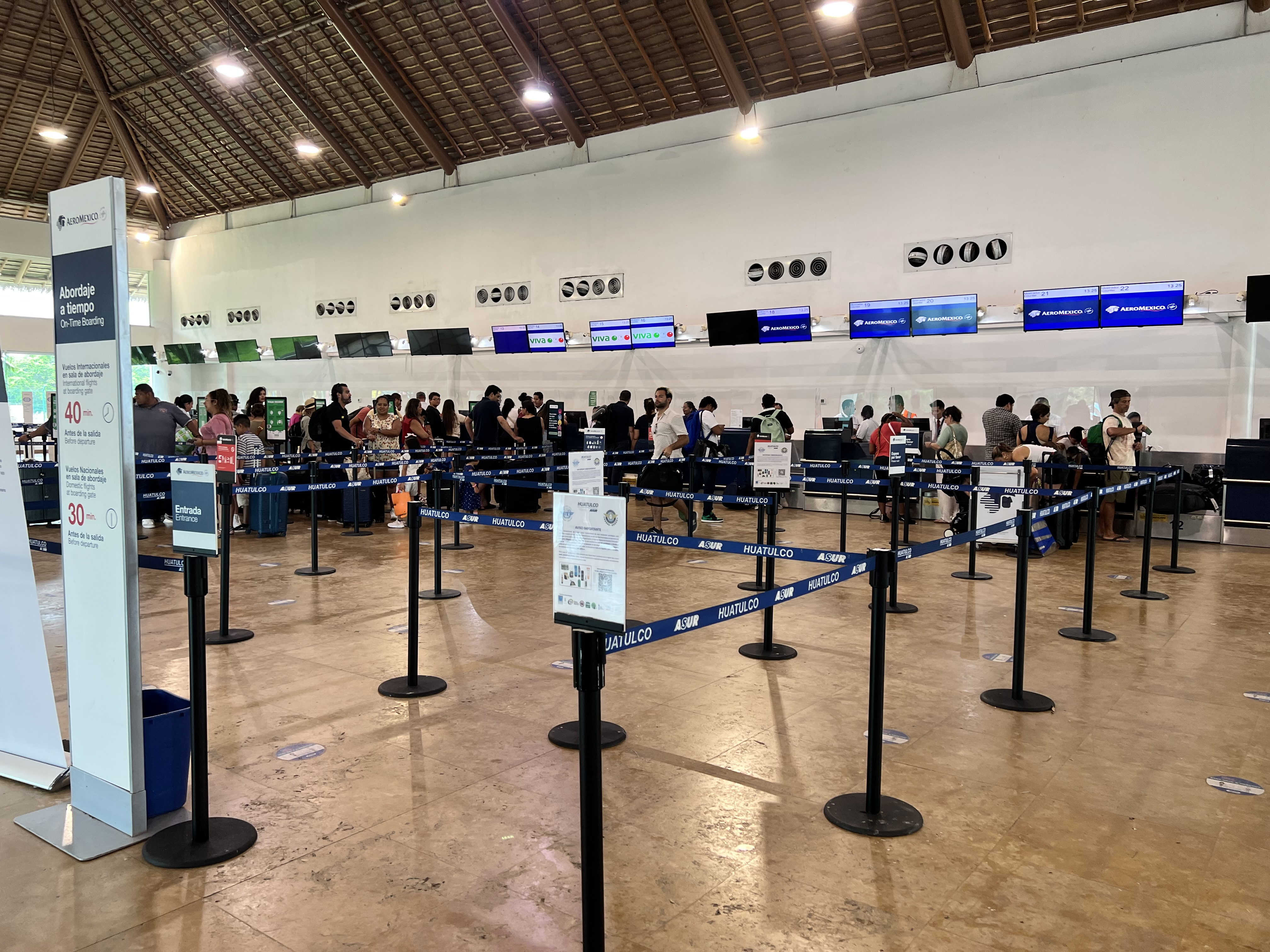
Zona de documentación del aeropuerto.

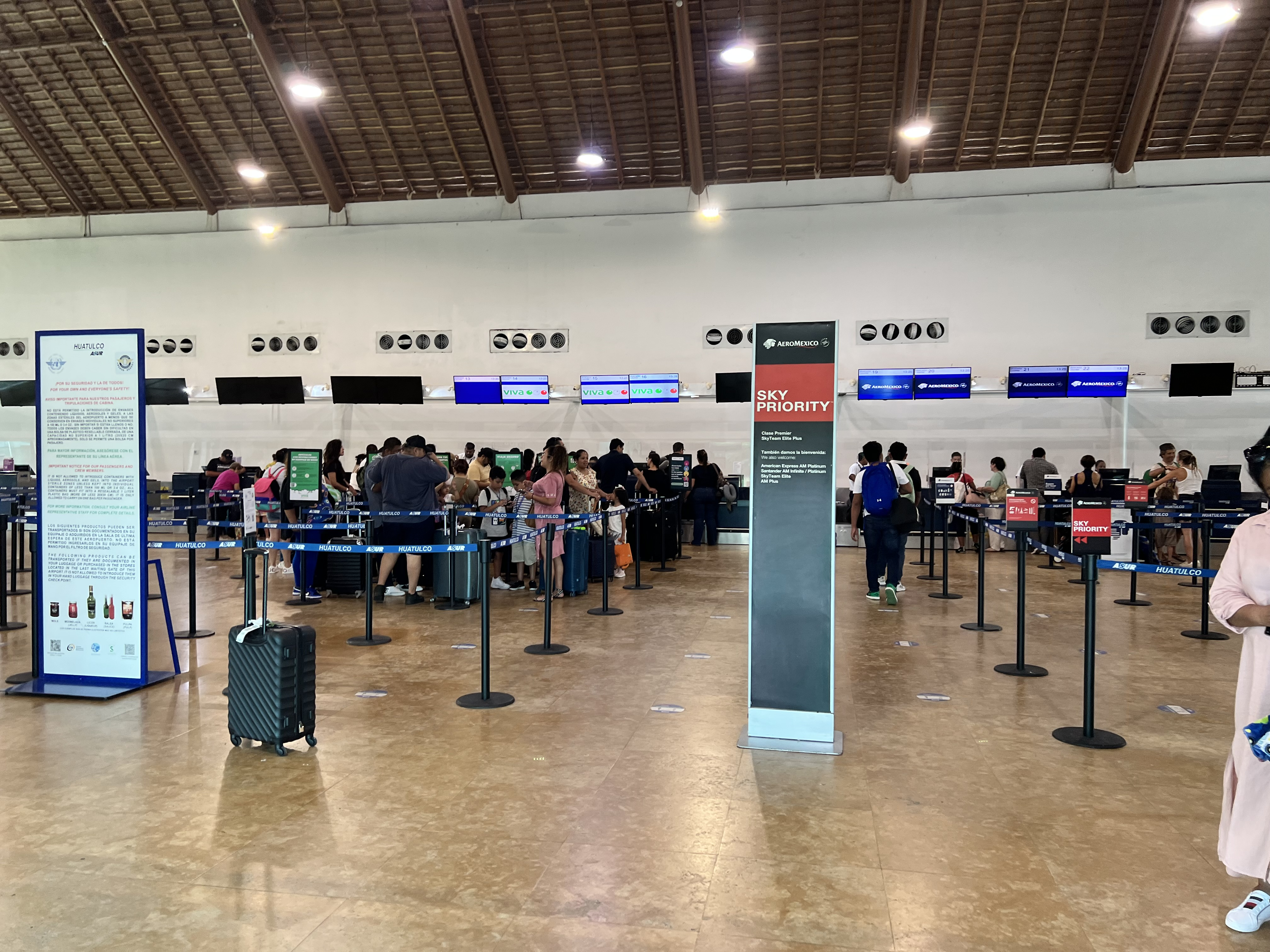
Zona de documentación del aeropuerto.

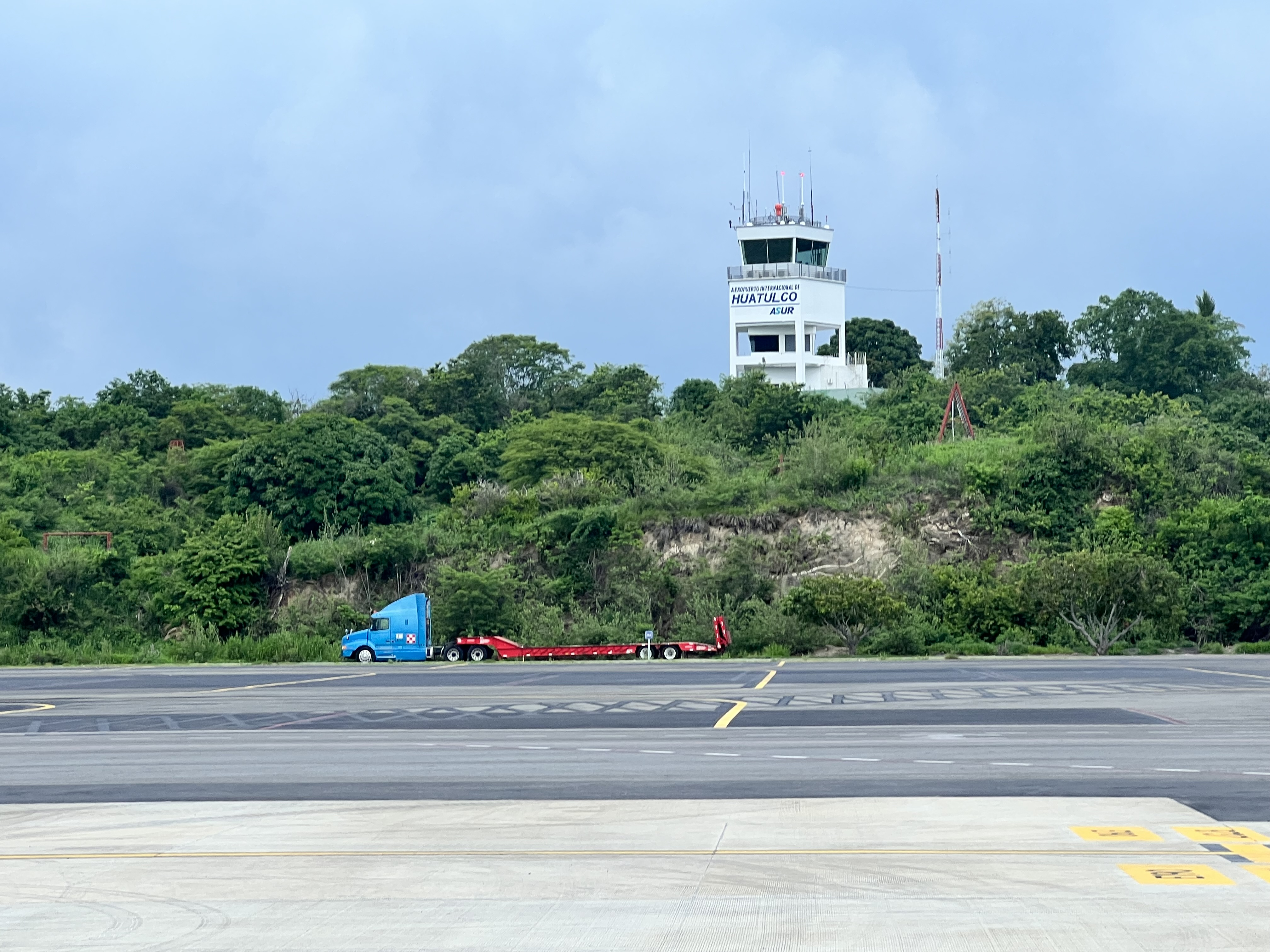
Torre de control del aeropuerto.

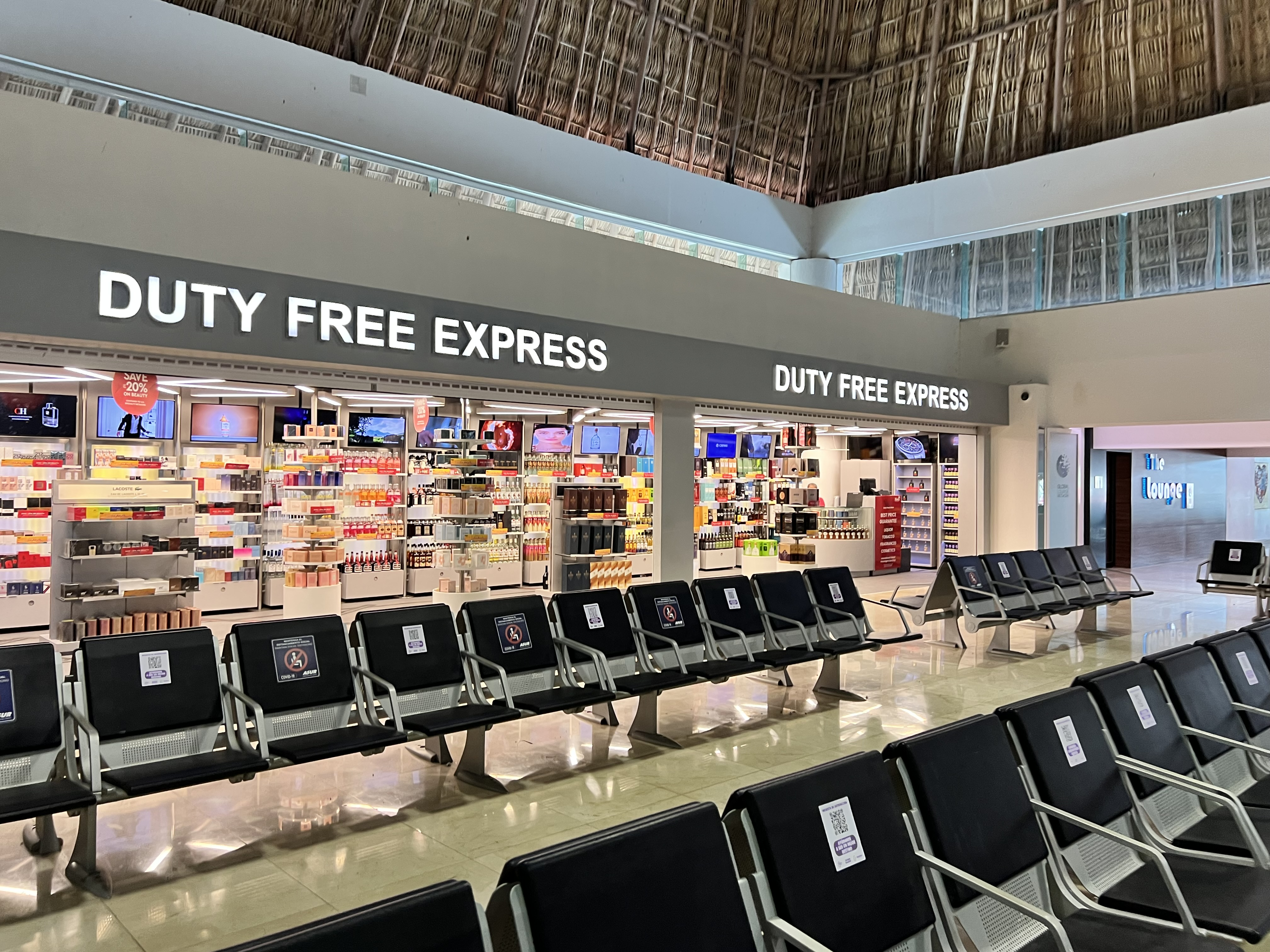
Sala de última espera del aeropuerto.

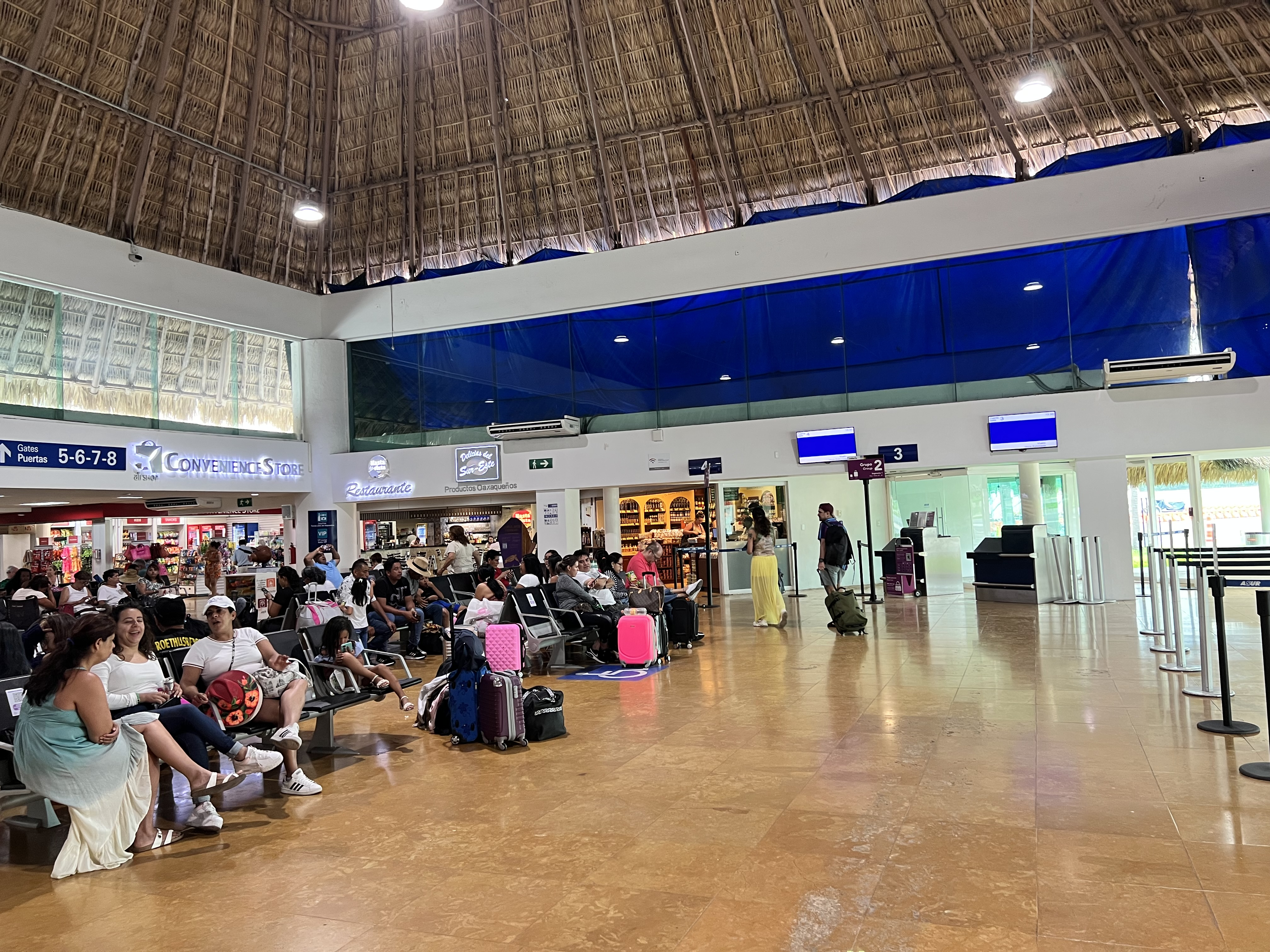
Sala de última espera del aeropuerto.

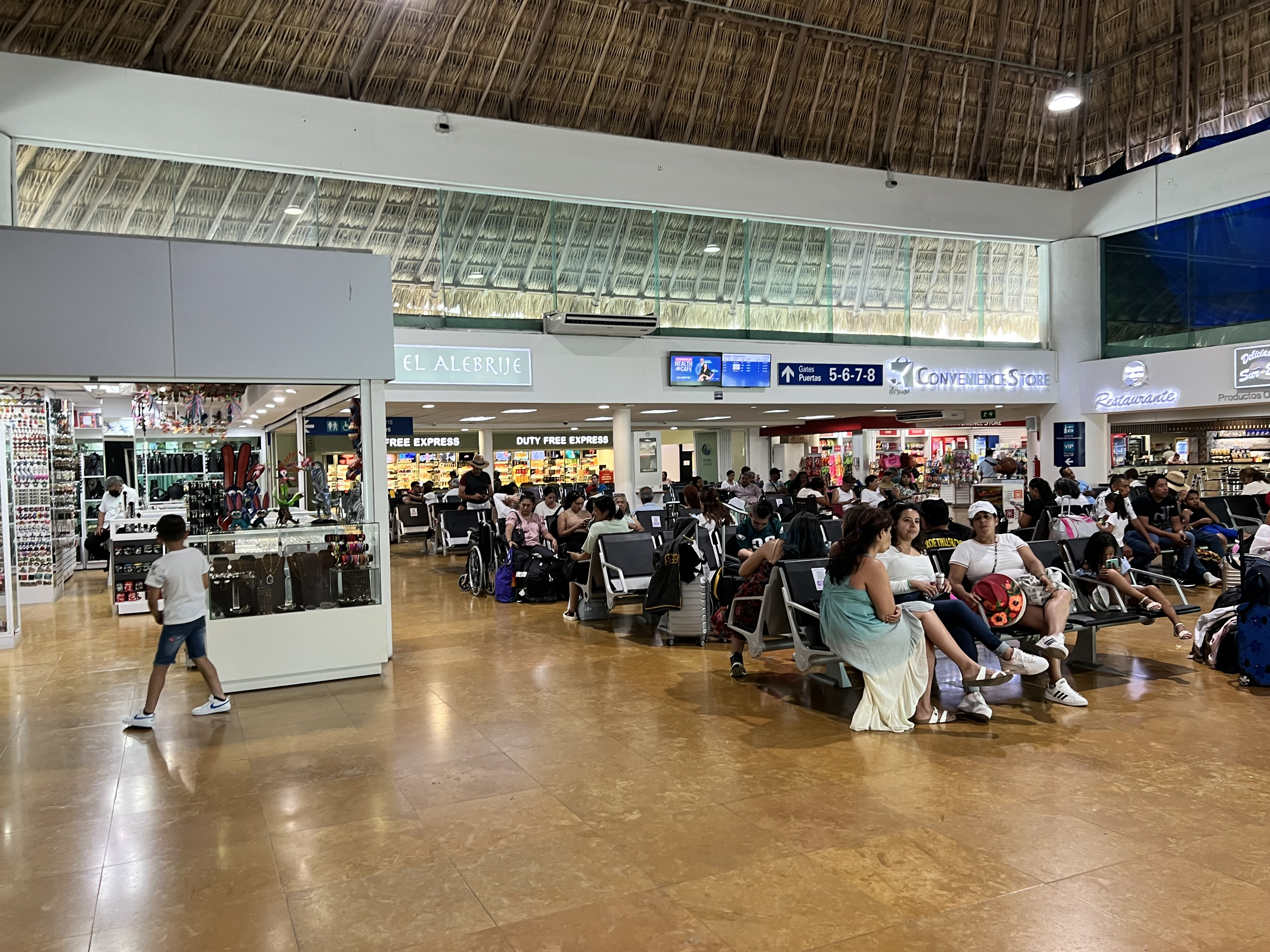
Sala de última espera del aeropuerto.

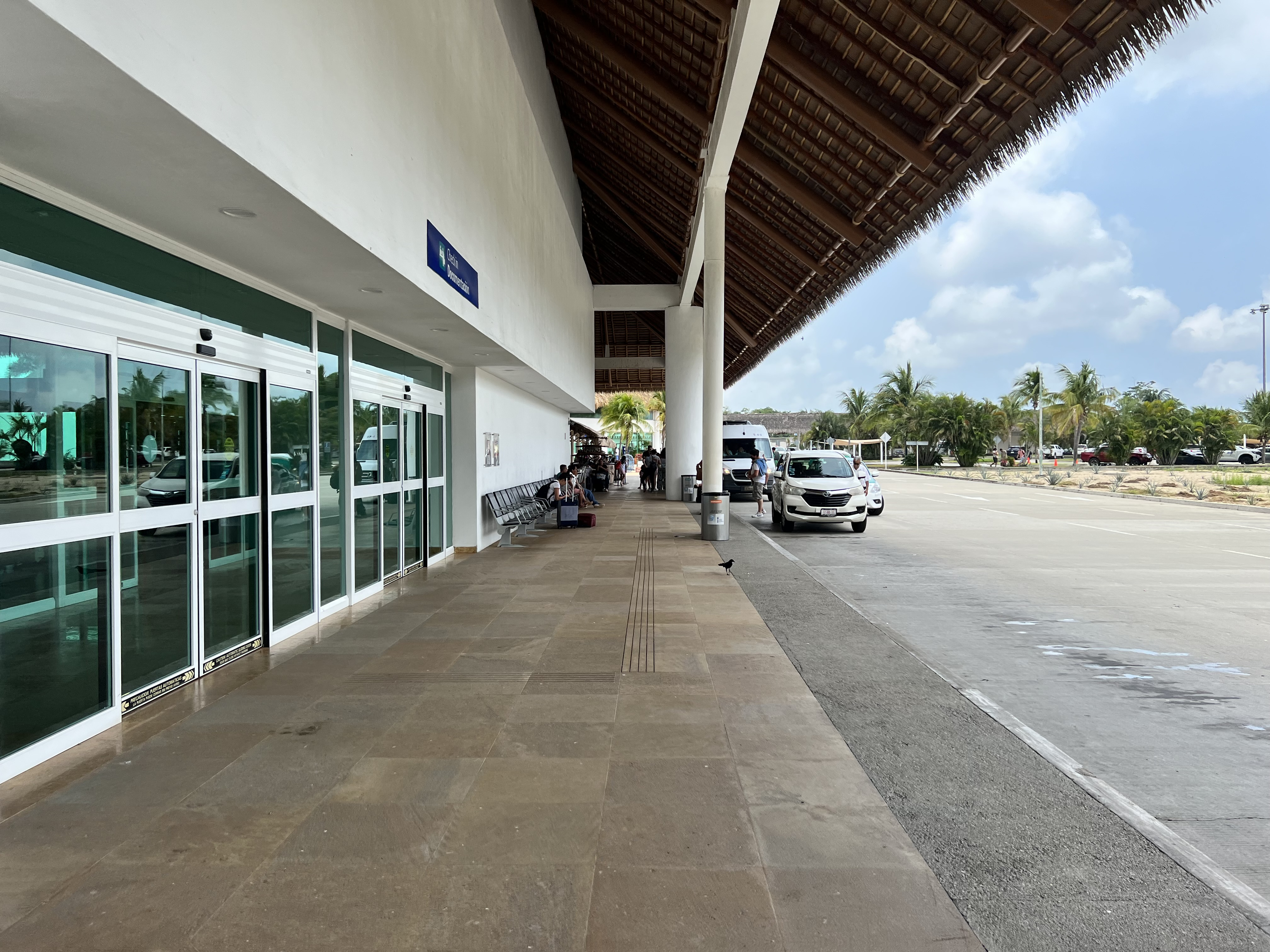
Zona de salidas del aeropuerto.

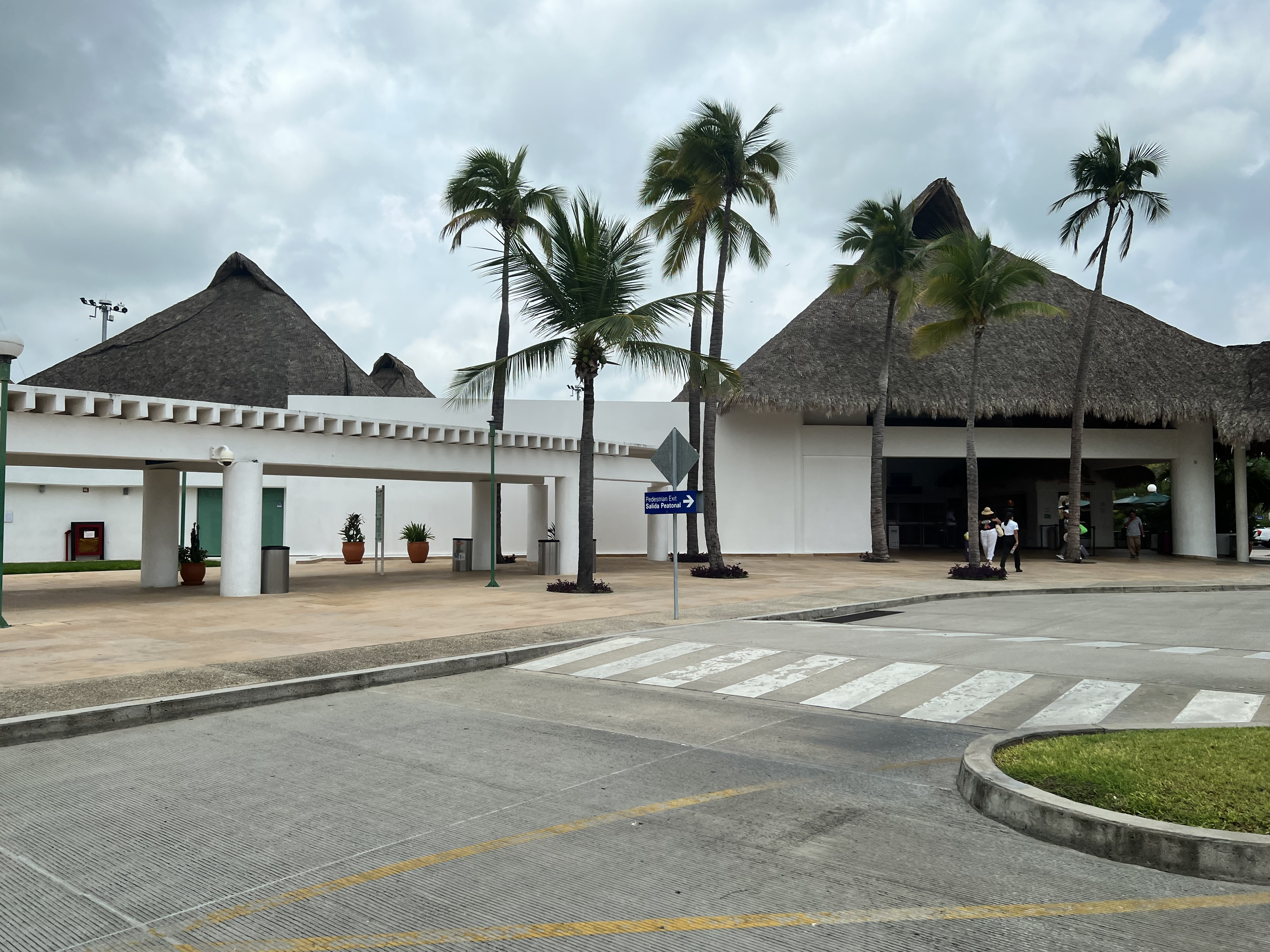
Zona de llegadas del aeropuerto.

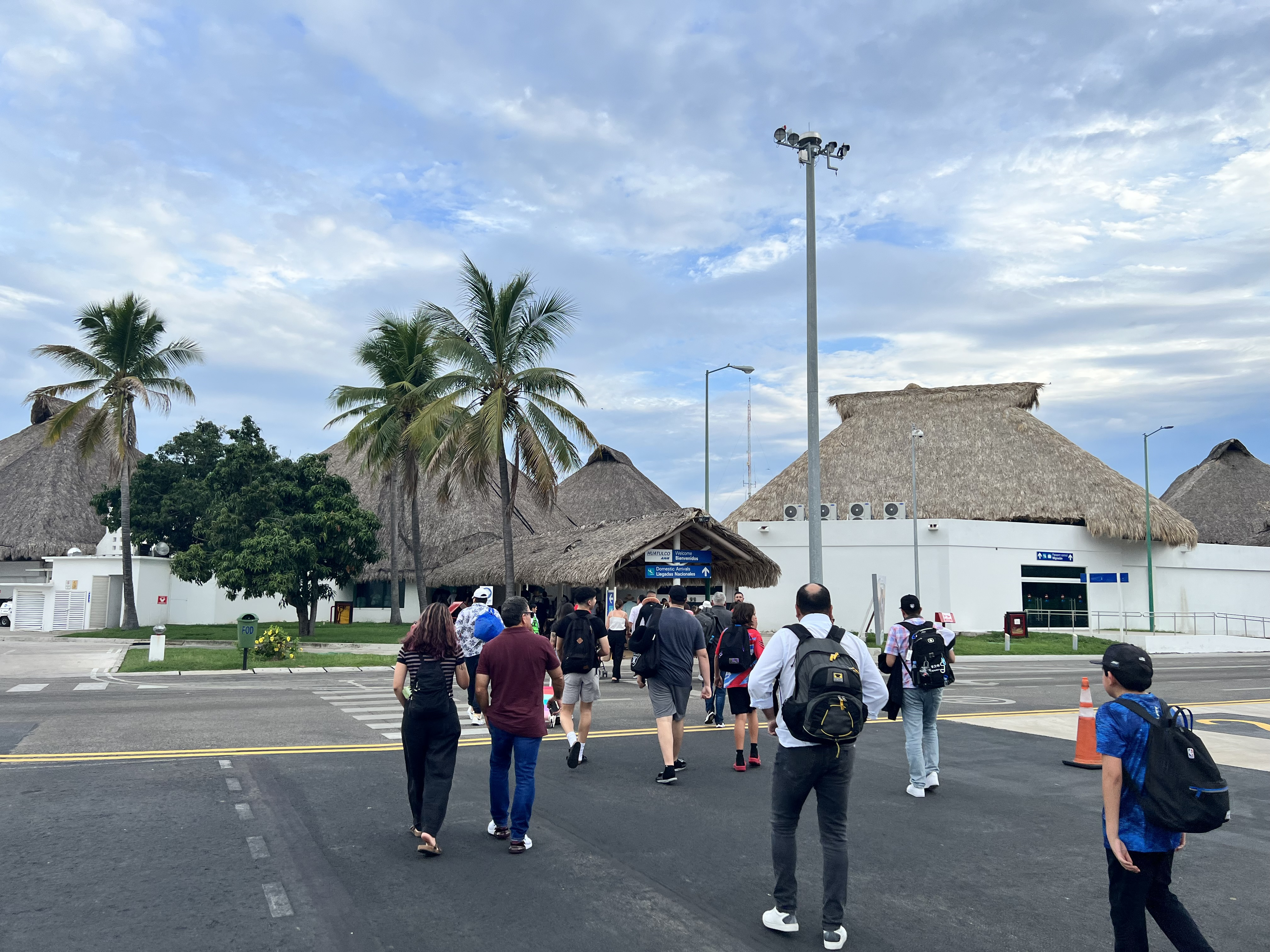
Lado aire del aeropuerto.

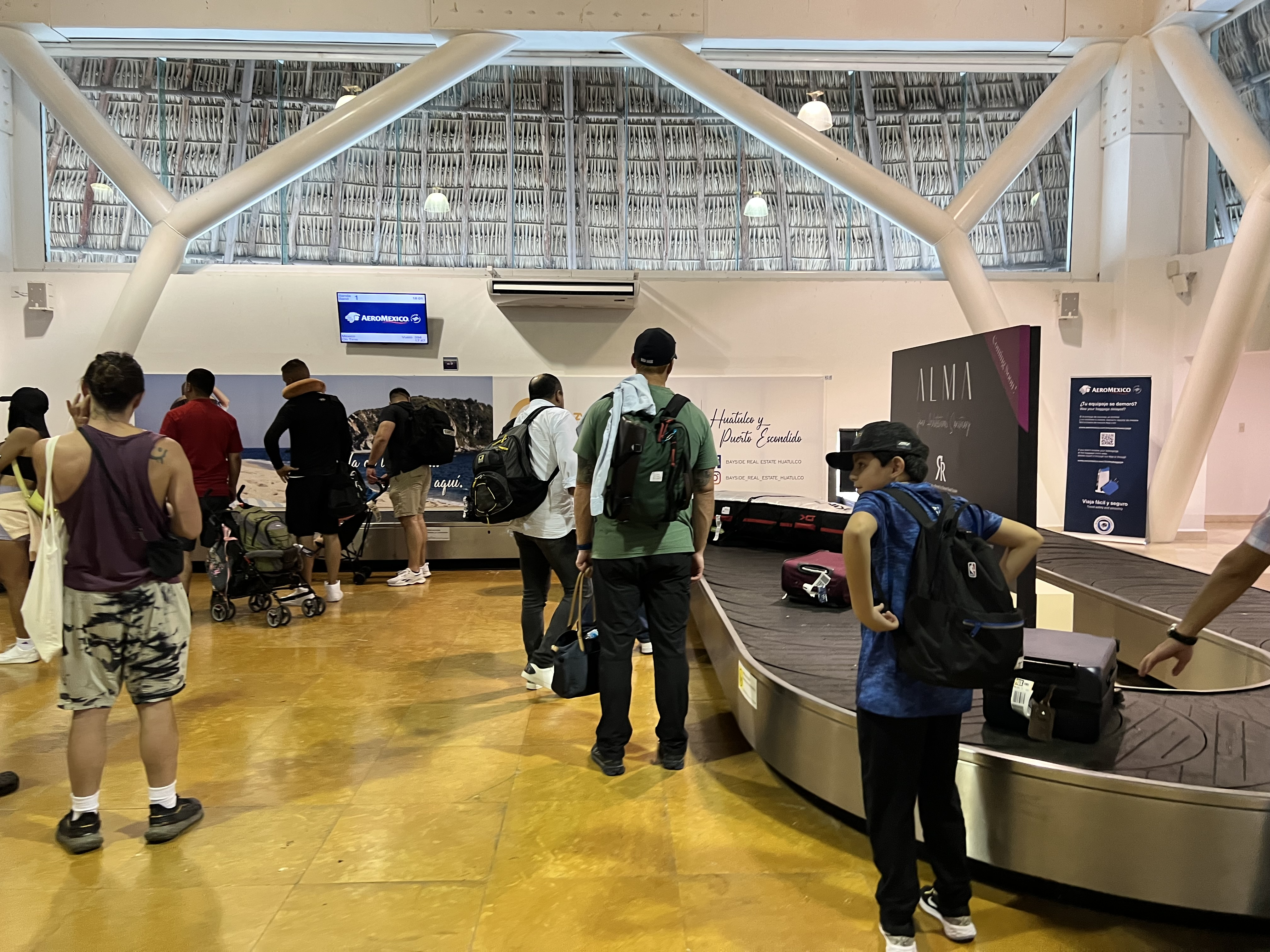
Banda de reclamo de equipaje del aeropuerto.

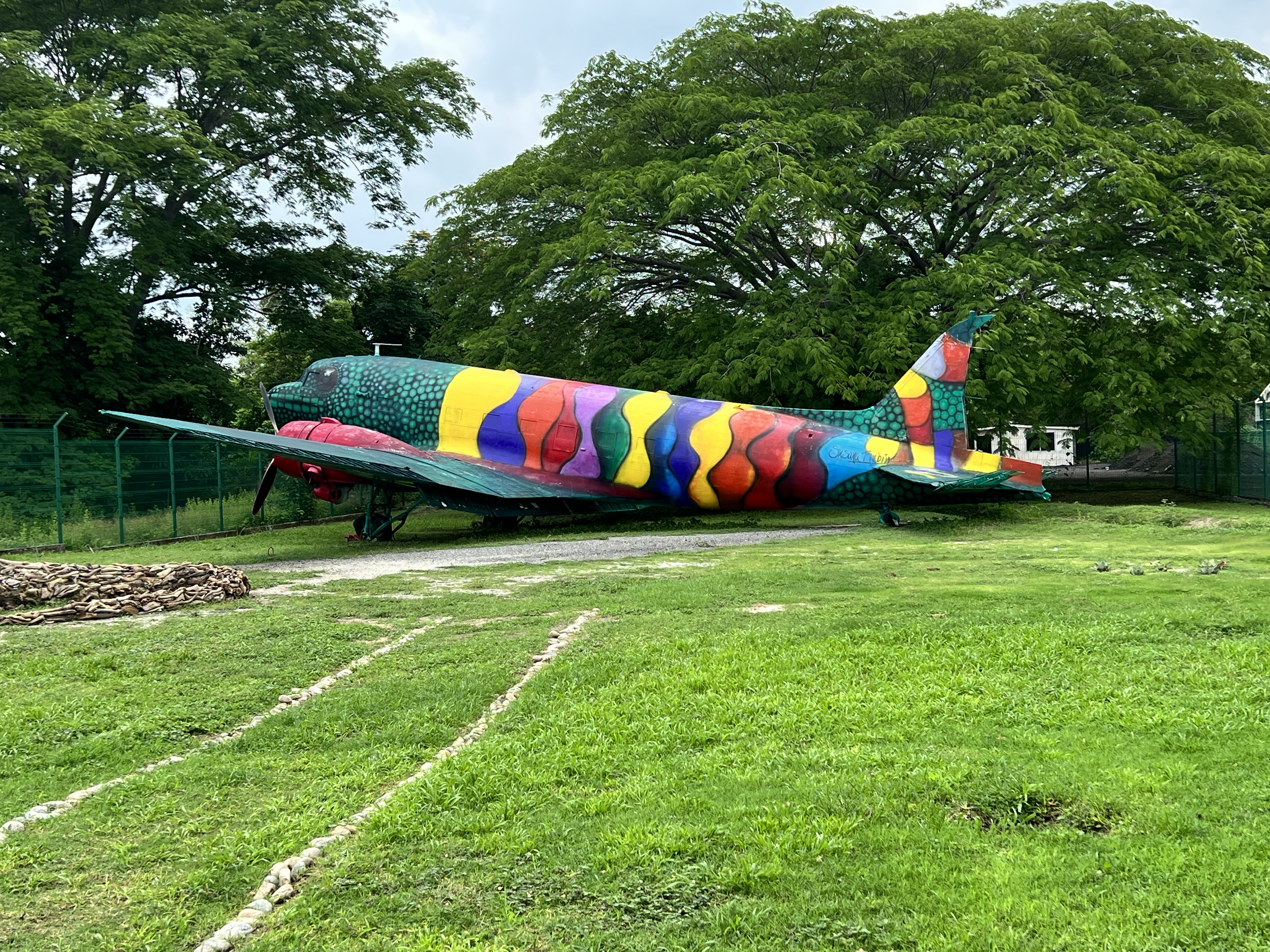
Avión en el aeropuerto.

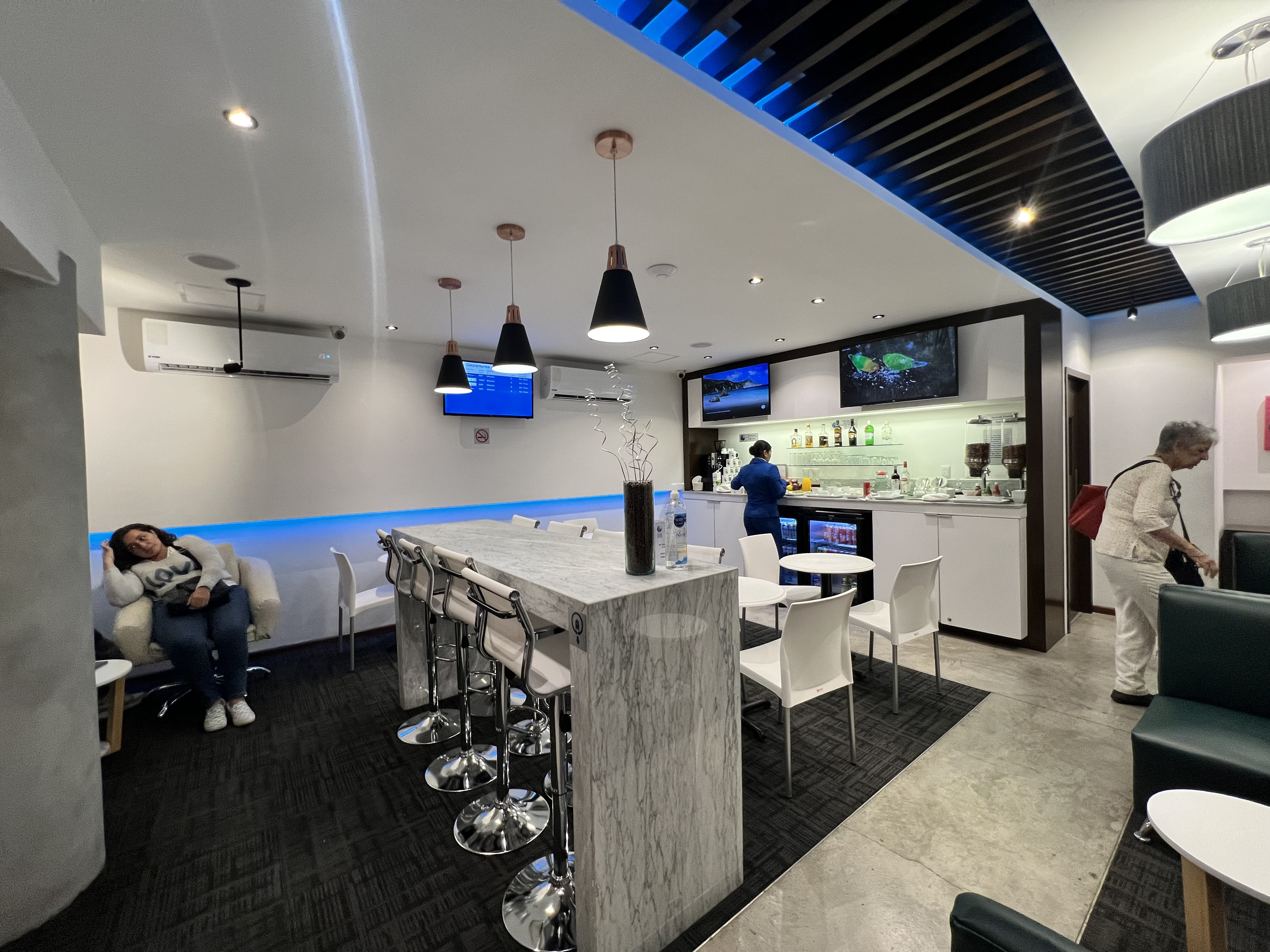
Salón vip The Lounge en el aeropuerto.

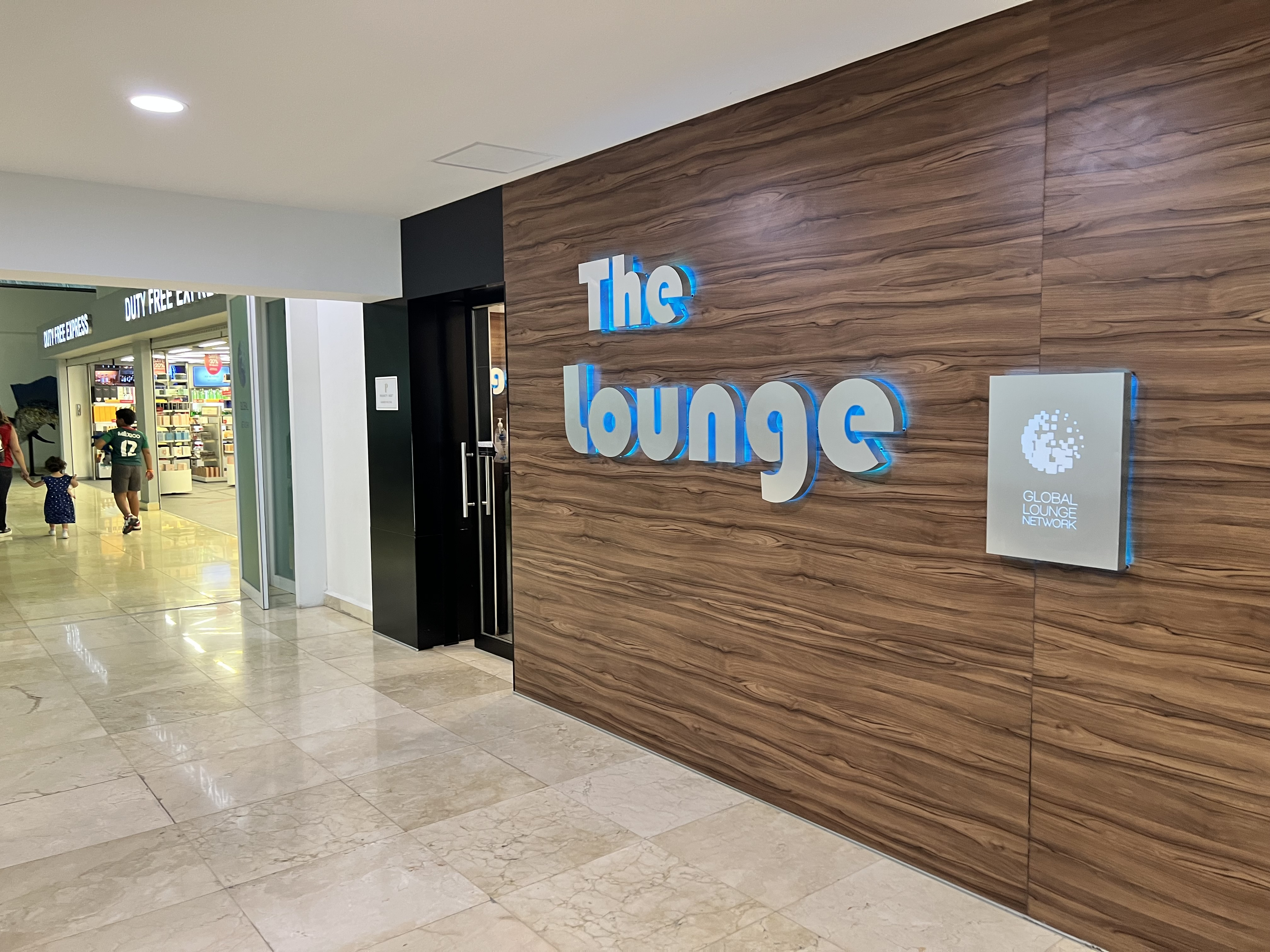
Salón vip The Lounge en el aeropuerto.

El aeropuerto fue remodelado entre 2003 y 2004.
Para 2021, Huatulco recibió a 692,150 pasajeros, mientras que para 2022 recibió a 971,035 pasajeros, según datos publicados por el Grupo Aeroportuario del Sureste.
El aeropuerto cuenta con la exclusiva sala vip, The Lounge by GLN.

## Especificaciones
El aeropuerto internacional se encuentra situado a una altitud de 141 msnm, tiene una superficie de terminal de 8132 m², una clasificación OACI 4D y una pista de aterrizaje de 3000 metros de longitud y 45 metros de ancho, hecha de asfalto, y calles de rodaje de 23 metros de ancho, con capacidad de recibir aviones Boeing 747  y de realizar 20 operaciones por hora. La plataforma cuenta con 7 posiciones de desembarque tipo C, o 5 tipo C y 1 tipo E, todas fijas.
El edificio de un nivel, se localiza la sala de documentación, la cual cuenta con un total de 24 mostradores para la atención de los usuarios de las diferentes aerolíneas que prestan sus servicios en este aeropuerto.

## Aerolíneas y destinos

### Pasajeros
| Destinos por aerolínea                                                                                | Destinos por aerolínea                                                    | Destinos por aerolínea | Destinos por aerolínea |
| Aerolínea                                                                                             | Destinos                                                                  |                        |                        |
| --- | ------------------------------------------------------------------------- | ---------------------- | ---------------------- |
| Aeroméxico                                                                                            | Ciudad de México                                                          |                        |                        |
| Aeroméxico Connect                                                                                    | Ciudad de México                                                          |                        |                        |
| Aerotucán                                                                                             | Oaxaca                                                                    |                        |                        |
| Aerovega                                                                                              | Oaxaca                                                                    |                        |                        |
| Air Canada                                                                                            | Estacional: Toronto-Pearson, Vancouver (inicia el 7 de diciembre de 2025) |                        |                        |
| American Eagle                                                                                        | Estacional: Dallas/Fort Worth                                             |                        |                        |
| Magnicharters                                                                                         | Ciudad de México, Monterrey                                               |                        |                        |
| TAG Airlines                                                                                          | Estacional: Ciudad de Guatemala                                           |                        |                        |
| Viva                                                                                                  | Ciudad de México, Ciudad de México–AIFA, Monterrey                        |                        |                        |
| Volaris                                                                                               | Ciudad de México, Guadalajara                                             |                        |                        |
| WestJet                                                                                               | Estacional: Calgary, Edmonton, Toronto-Pearson, Vancouver, Winnipeg       |                        |                        |
| Total: 13 destinos (5 nacionales, 8 internacionales), 11 aerolíneas (7 nacionales, 4 internacionales) |                                                                           |                        |                        |

### Destinos nacionales
Se brinda servicio a 5 ciudades dentro del país a cargo de 7 aerolíneas. El destino de Aeroméxico también es operado por Aeroméxico Connect.
| Ciudad de México (MEX) | • | • | • | • |   |   | 4 |
| Ciudad de México (NLU) | • |   |   |   |   |   | 1 |
| Guadalajara (GDL)      |   | • |   |   |   |   | 1 |
| Monterrey (MTY)        | • |   | • |   |   |   | 2 |
| Oaxaca (OAX)           |   |   |   |   | • | • | 2 |
| Total                  | 3 | 2 | 2 | 1 | 1 | 1 | 5 |

### Destinos internacionales
Se brinda servicio a 7 ciudades extranjeras, 2 en Estados Unidos (estacionales), 5 a Canadá (estacionales), 1 a Guatemala (estacional) a cargo de 4 aerolíneas.
| Ciudades                                                 | Nombre del aeropuerto                               | Aerolíneas                                                                        |              |
| Norteamérica                                             | Norteamérica                                        | Norteamérica                                                                      | Norteamérica |
| -------------------------------------------------------- | --------------------------------------------------- | --------------------------------------------------------------------------------- | ------------ |
| Canadá (5 destinos [estacionales], 2 aerolíneas)         |                                                     |                                                                                   |              |
| Calgary                                                  | Aeropuerto Internacional de Calgary                 | WestJet (Estacional)                                                              |              |
| Edmonton                                                 | Aeropuerto Internacional de Edmonton                | WestJet (Estacional)                                                              |              |
| Toronto                                                  | Aeropuerto Internacional Toronto Pearson            | Air Canada (Estacional) / WestJet (Estacional)                                    |              |
| Vancouver                                                | Aeropuerto Internacional de Vancouver               | Air Canada (Estacional) (inicia el 7 de diciembre de 2025) / WestJet (Estacional) |              |
| Winnipeg                                                 | Aeropuerto Internacional James Armstrong Richardson | WestJet (Estacional)                                                              |              |
| Estados Unidos (1 destino [estacional], 1 aerolínea)     |                                                     |                                                                                   |              |
| Dallas                                                   | Aeropuerto Internacional de Dallas-Fort Worth       | American Eagle (Estacional)                                                       |              |
| Centroamérica                                            |                                                     |                                                                                   |              |
| Guatemala (1 destino [estacional], 1 aerolínea)          |                                                     |                                                                                   |              |
| Ciudad de Guatemala                                      | Aeropuerto Internacional La Aurora                  | TAG Airlines (Estacional)                                                         |              |
| Total: 7 destinos (estacionales), 3 países, 4 aerolíneas |                                                     |                                                                                   |              |

## Estadísticas

### Tráfico anual
| Año  | Pasajeros Totales | cambio en % |
| 2000 | 331,429           | Sin cambios |
| 2001 | 317,304           | 4.26%       |
| 2002 | 268,354           | 15.42%      |
| 2003 | 259,386           | 3.34%       |
| 2004 | 270,757           | 4.38%       |
| 2005 | 312,055           | 15.25%      |
| 2006 | 375,276           | 20.25%      |
| 2007 | 375,930           | 0.17%       |
| 2008 | 365,952           | 2.65%       |
| 2009 | 388,068           | 6.04%       |
| 2010 | 385,593           | 0.63%       |
| 2011 | 459,640           | 19.20%      |
| 2012 | 473,262           | 2.96%       |
| 2013 | 484,604           | 2.39%       |
| 2014 | 519,619           | 7.22%       |
| 2015 | 618,767           | 19.08%      |
| 2016 | 662,780           | 7.11%       |
| 2017 | 776,632           | 17.2%       |
| 2018 | 819,305           | 5.49%       |
| 2019 | 892,287           | 8.9%        |
| 2020 | 402,728           | 54.9%       |
| 2021 | 692,150           | 71.9%       |
| 2022 | 971,035           | 40.3%       |
| 2023 | 914,714           | 5.8%        |
| 2024 | 850,877           |             |
| ---- | ----------------- | ----------- |

### Rutas más transitadas
| Número | Ciudad                        | Pasajeros | Ranking     | Aerolínea                                                    |
| ------ | ----------------------------- | --------- | ----------- | ------------------------------------------------------------ |
| 1      | Ciudad de México              | 262,300   | Sin cambios | Aeroméxico, Aeroméxico Connect, Magnicharters, Viva, Volaris |
| 2      | Valle de México               | 49,957    | 2           | Viva                                                         |
| 3      | Guadalajara, Jalisco          | 23,440    | 4           | Volaris                                                      |
| 4      | Monterrey, Nuevo León         | 22,193    | 2           | Magnicharters, Viva                                          |
| 5      | Calgary, Alberta              | 19,418    | Sin cambios | WestJet                                                      |
| 6      | Vancouver, Columbia Británica | 12,364    | Sin cambios | WestJet                                                      |
| 7      | Dallas, Texas                 | 9,923     | 1           | American Eagle                                               |
| 8      | Edmonton, Alberta             | 6,715     | 1           | WestJet                                                      |
| 9      | Toronto, Ontario              | 4,241     | 1           | WestJet                                                      |
| 10     | Winnipeg, Manitoba            | 3,078     |             | WestJet                                                      |

## Aeropuertos cercanos
Los aeropuertos más cercanos son:
- Aeropuerto Internacional de Puerto Escondido (89km)
- Aeropuerto Internacional Xoxocotlán (147km)
- Aeropuerto Internacional de Minatitlán (314km)
- Aeropuerto Internacional de Tuxtla (354km)
- Aeropuerto Internacional General Heriberto Jara (376km)